# 檄!帝国華撃団
「檄！帝国華撃団」（げき ていこくかげきだん）は、真宮寺さくら（横山智佐）＆帝国歌劇団のシングル。通称「ゲキテイ」。本項ではテレビアニメ『サクラ大戦TV』の主題歌である「ゲキテイ（檄！帝国華撃団）」についても便宜上、記述する。

## 解説
セガ・エンタープライゼス（現在のセガ）のドラマチックアドベンチャーゲーム『サクラ大戦』の主題歌であり、サクラ大戦シリーズを代表する楽曲でもある。のちに本作をベースとしたOVA『サクラ大戦 桜華絢爛』の主題歌にも起用されている他、シリーズの多くの作品で本曲をベースとした別バージョン・派生曲が使用されている（後述）。
なお、開発・発売元のセガの親会社に当たるセガサミーホールディングスの社会人野球チーム「セガサミー硬式野球部」では、得点時の応援テーマとしてイントロと2番サビからアウトロまでの部分を（歌詞の一部を「セガサミー野球団」に変えたうえで）演奏して使用している。また、NTT東日本硬式野球部時代にこの応援に影響を受けたオリックス・バファローズの福田周平が、2021年シーズン後半より登場曲として使用している。その他、落語家の三遊亭とん楽が（公認の上で）出囃子として使用している。
2003年3月12日にNHKホールで開催された『第17回日本ゴールドディスク大賞』授賞式において、真宮寺さくら役の横山智佐、マリア・タチバナ役の高乃麗、李紅蘭役の渕崎ゆり子、アイリス役の西原久美子、桐島カンナ役の田中真弓が出演し、同曲を披露した。

## 収録曲（オリジナル版）
作詞：広井王子、作曲 田中公平、編曲 根岸貴幸、歌 真宮寺さくら（横山智佐）＆帝国歌劇団
1. 檄！帝国華撃団
2. 檄！帝国華撃団（オリジナル・カラオケ）

## 収録曲（テレビアニメ版）
作詞 広井王子、作曲 田中公平、編曲 根岸貴幸、歌 真宮寺さくら（横山智佐）＆帝国歌劇団
1. ゲキテイ（檄！帝国華撃団）
2. 夢見ていよう
3. ゲキテイ（檄！帝国華撃団）（オリジナル・カラオケ）
4. 夢見ていよう（オリジナル・カラオケ）

## 類似の楽曲
CD化されており、なおかつ歌詞がある楽曲について記述する。この他に、メインボーカルを抜いたカラオケ版や、ゲーム用のショートバージョン、BGMとして編曲・演奏されたものなども存在する。

### 別バージョン
メロディがほぼ同じ楽曲。
- 「檄！帝国華撃団（改）」
『サクラ大戦2 〜君、死にたもうことなかれ〜』、OVA第2期の主題歌。編曲：根岸貴幸、歌 真宮寺さくら（横山智佐）・神崎すみれ（富沢美智恵）・マリア・タチバナ（高乃麗）。
歌詞に3番が加えられた。1998年4月1日にシングルとして発売され、オリコン最高位は週間12位を記録し、オリジナルの「檄!帝国華撃団」を上回った[7]。
- 「檄！帝国華撃団（改II）」
OVA第2期の主題歌。編曲：根岸貴幸、歌 李紅蘭（渕崎ゆり子）・アイリス（西原久美子）・桐島カンナ（田中真弓）。
1999年6月2日発売のシングル「これがレビュウ!/檄!帝国華撃団（改II）」に収録されている[8]。
- 「檄！帝国華撃団III」
『サクラ大戦3 〜巴里は燃えているか〜』の主題歌。編曲：根岸貴幸、歌 真宮寺さくら（横山智佐）・神崎すみれ（富沢美智恵）・マリア タチバナ（高乃麗）・アイリス（西原久美子）・李紅蘭（渕崎ゆり子）・桐島カンナ（田中真弓）・ソレッタ 織姫（岡本麻弥）・レニ ミルヒシュトラーセ（伊倉一恵）。
シングルCDとしては未発売で、2001年5月30日発売のアルバム『サクラ大戦3 巴里歌謡全集』に収録されている[9]。
- 「ゲキテイ（檄！帝国華撃団）」
テレビアニメ版のオープニングテーマ。歌：真宮寺さくら（横山智佐）＆帝国歌劇団。
音楽は「檄！帝国華撃団III」と同音源。2000年4月19日発売のシングル「ゲキテイ（檄!帝国華劇団）」に収録されている[2]。
- 檄！帝国華撃団 〜さくら・仙台弁〜
- 檄！帝国華撃団 〜マリア・ロシア語〜
- 檄！帝国華撃団 〜アイリス・フランス語〜
- 檄！帝国華撃団 〜紅蘭・中国語〜
- 檄！帝国華撃団 〜カンナ・沖縄弁〜
- 檄！帝国華撃団 〜織姫・イタリア語〜
- 檄！帝国華撃団 〜レニ・ドイツ語〜
「帝国歌劇団・花組 2004年新春歌謡ショウ『歌え♪花組』」の劇中歌。公演ごとに違うキャラクターが、歌詞の一部を自身の出身地の言葉で歌ったもので、音楽は「檄！帝国華撃団III」と同音源。CD「檄！帝国華撃団全集」にライブ音源として収録されている[10]。

なおこれらの楽曲の様々なバージョンをコンピレーションしたアルバム『檄！帝国華撃団全集』も後に発売されている。
- 「檄！帝〜最終章（フィナーレ）〜」
『サクラ大戦4 〜恋せよ乙女〜』の主題歌。作詞 広井王子、作曲 田中公平、歌 大神一郎（陶山章央）・真宮寺さくら（横山智佐）・神崎すみれ（富沢美智恵）・マリア タチバナ（高乃麗）・アイリス（西原久美子）・李紅蘭（渕崎ゆり子）・桐島カンナ（田中真弓）・ソレッタ 織姫（岡本麻弥）・レニ ミルヒシュトラーセ（伊倉一恵）・エリカ フォンティーヌ（日髙のり子）・グリシーヌ ブルーメール（島津冴子）・コクリコ（小桜エツ子）・ロベリア カルリーニ（井上喜久子）・北大路花火（鷹森淑乃）。
前述の『檄!帝国華撃団全集』[10]、『サクラ大戦4 〜恋せよ乙女〜全曲集「檄！帝〜最終章（フィナーレ）〜」』などに収録されており[11]、2010年3月6日にウェルシティ東京で行われた『サクラ大戦・帝都花組ライブ2010』でも歌唱されている[12]。

### アレンジバージョン
曲調が異なる楽曲。
- 「ゲキテイ音頭」
テレビアニメ版の第13 - 20話エンディングテーマ。編曲 多田彰文、歌 桐島カンナ（田中真弓）。
盆踊り風に編曲したもの。2000年7月5日発売[13]。
- 「ユーロゲキテイ」
「帝国歌劇団・花組 新春歌謡ショウ」（2001年）の劇中歌。編曲 岩崎文紀、歌 真宮寺さくら（横山智佐）。
ユーロビート風に編曲したもの。2001年1月11日発売[14]。

これらの音源はテレビアニメ版のオープニングテーマ同様、avex modeからシングルCDとして発売された。

### 大幅に異なる楽曲
メロディの一部をモチーフにしたり、原曲を大幅に改変している楽曲。
- 「檄！帝国華撃団＜新章＞」
「新サクラ大戦」オープニングテーマ[15]。作詞 広井王子、作曲 田中公平、歌 天宮さくら（佐倉綾音）・東雲初穂（内田真礼）・望月あざみ（山村響）・アナスタシア パルマ（福原綾香）、クラリス（早見沙織）。
新サクラ大戦の限定版の特典CDに収録されており[16]、音楽配信サイトでは2019年11月27日から配信が開始された[17]。イントロ・サビ・間奏の後半・アウトロは、「檄!帝国華撃団」とほぼ同一。間奏の前半は「花咲く乙女」の一節が使われている。またサビの少し前のフレーズは「御旗のもとに」を、イントロのトランペット（演奏：エリック・ミヤシロ）はサクラ大戦奏組の桐朋源二による演奏を、間奏の前半のフルートは雅音子による演奏をイメージしたものになっている[18]。
- 「狂い咲け帝都に」
「新サクラ大戦」の劇中歌。作詞 イシイジロウ、作曲 田中公平、編曲 西木康友、歌 夜叉（横山智佐）。
新サクラ大戦の限定版の特典CDに収録されている[16]。「檄！帝国華撃団」のメロディーをマイナースケールにアレンジしたもので、サビではそれを反転したメロディを使用している[19]。

## カバー
- 加藤恵（安野希世乃）、澤村・スペンサー・英梨々（大西沙織）、霞ヶ丘詩羽（茅野愛衣）、氷堂美智留（矢作紗友里）、波島出海（赤﨑千夏） - 2017年7月26日発売の『冴えない彼女の育てかた♭』BD・DVD第1巻限定版特典CDに収録[20]。
- Poppin'Party［戸山香澄（愛美）］、丸山彩（前島亜美）、弦巻こころ（伊藤美来） - 2019年3月16日発売のアルバム『バンドリ！ ガールズバンドパーティ！ カバーコレクション Vol.2』に収録[21]。同年3月17日からゲーム『バンドリ! ガールズバンドパーティ!』に追加収録[22]。
- アンジュ・カトリーナ、早瀬走、ドーラ、レヴィ・エリファ - 2020年10月28日のアルバム『Prismatic Colors』のにじさんじオフィシャルショップ予約特典CDに収録[23]。
- 千寿暦（鳥部万里子）、ラモーナ・ウォルフ（田中美海）、王雪（花井美春）、リリヤ・クルトベイ（安齋由香里）、与那国緋花里（下地紫野） - 2024年4月29日にゲーム『ワールドダイスター 夢のステラリウム』に追加収録。

## タイアップ
- 大塚製薬「ボディメンテ」『THE DAY #C105』篇（2024年11月- ） - CM曲に使用 ※インスト[24]